# 正顎手術
正顎手術（Orthognathic surgery）是一種為了修正顎部及臉部的構造及發育問題或改善睡眠呼吸中止症、顳顎關節功能障礙（TMJ disorders）、骨骼問題導致之咬合不正或其他不易以牙齒矯正器完成的齒列矯正問題所施行的手術；這項手術通常也會用以治療先天的唇顎裂。正顎手術的做法需要把骨頭切開再以骨板及骨釘接合，而像是下巴整形手術這種需要增大或縮小的整型，也能順便在主要的手術施作過程中由同一位外科醫師在同時間完成。

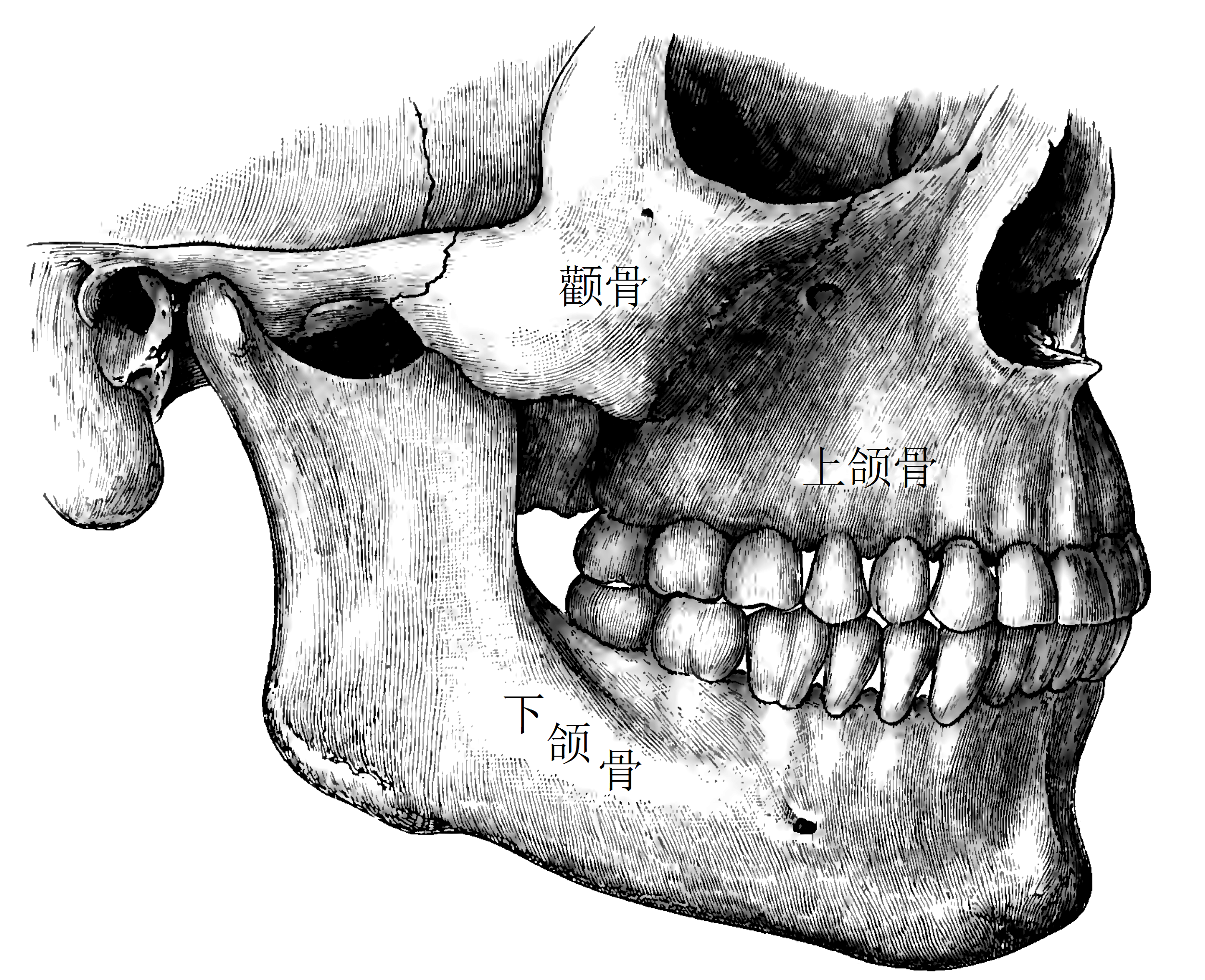
正常的上下顎咬合狀況

## 外科醫生
一般的正顎手術主要是由顎顏手術外科醫生施作，而且幾乎都會一道配合齒列矯正進行，齒列矯正的程序包括在術前及術後配戴矯正器以及最後卸下矯正器之後配戴維持器的過程，外科醫師及齒列矯正師之間仔細的協調將可以確保術後牙齒能精確的咬合。
在過去，整型醫師及耳鼻喉科醫師也做這些步驟，至今有些國家仍然如此，但基於這些人只有受過有限的牙醫訓練的緣故，目前多數的正顎手術還是會由顎顏手術外科醫生獨立完成。

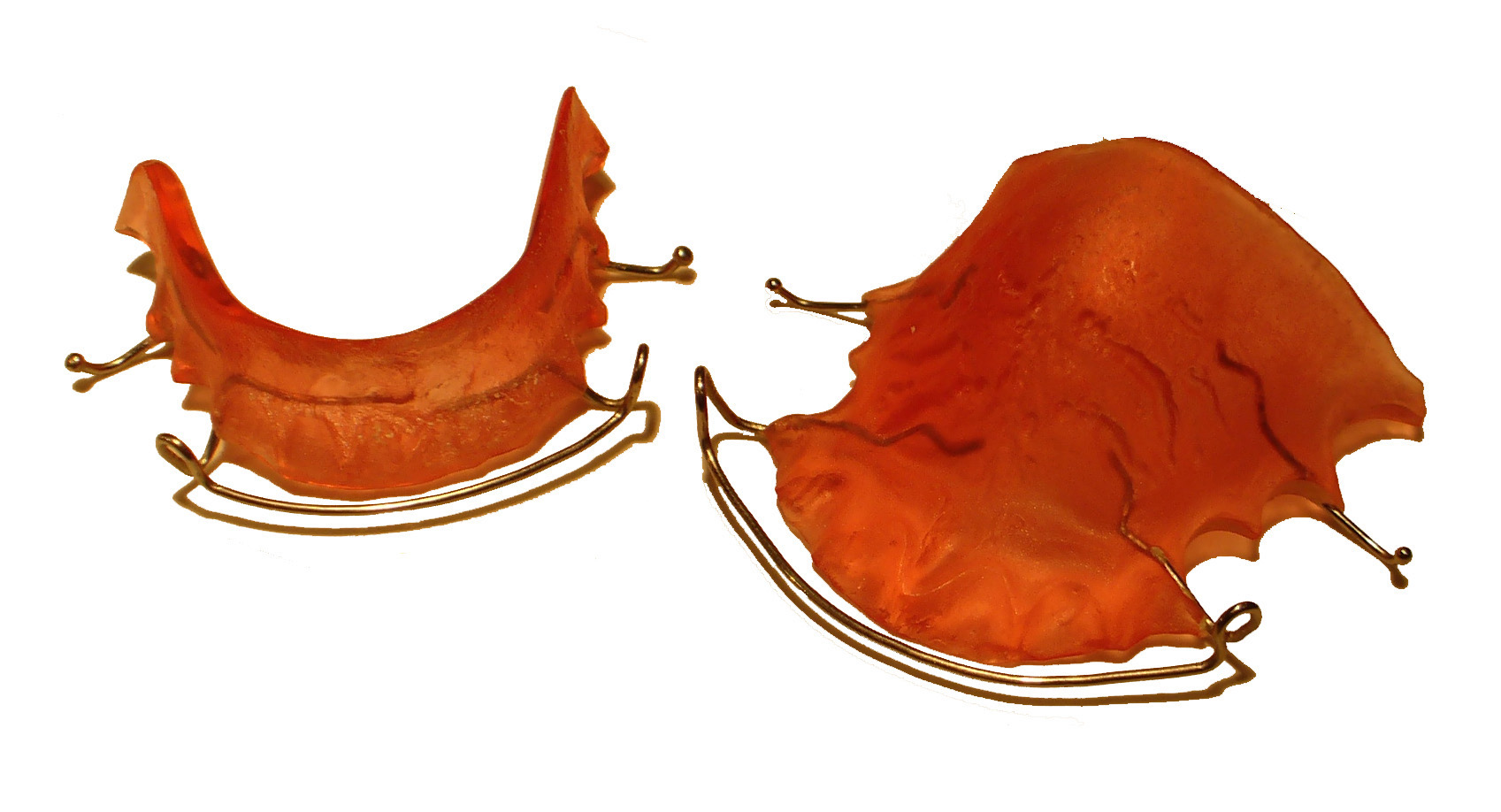
正顎手術通常仍會進行一般齒列矯正的程序，圖為維持器

## 計劃

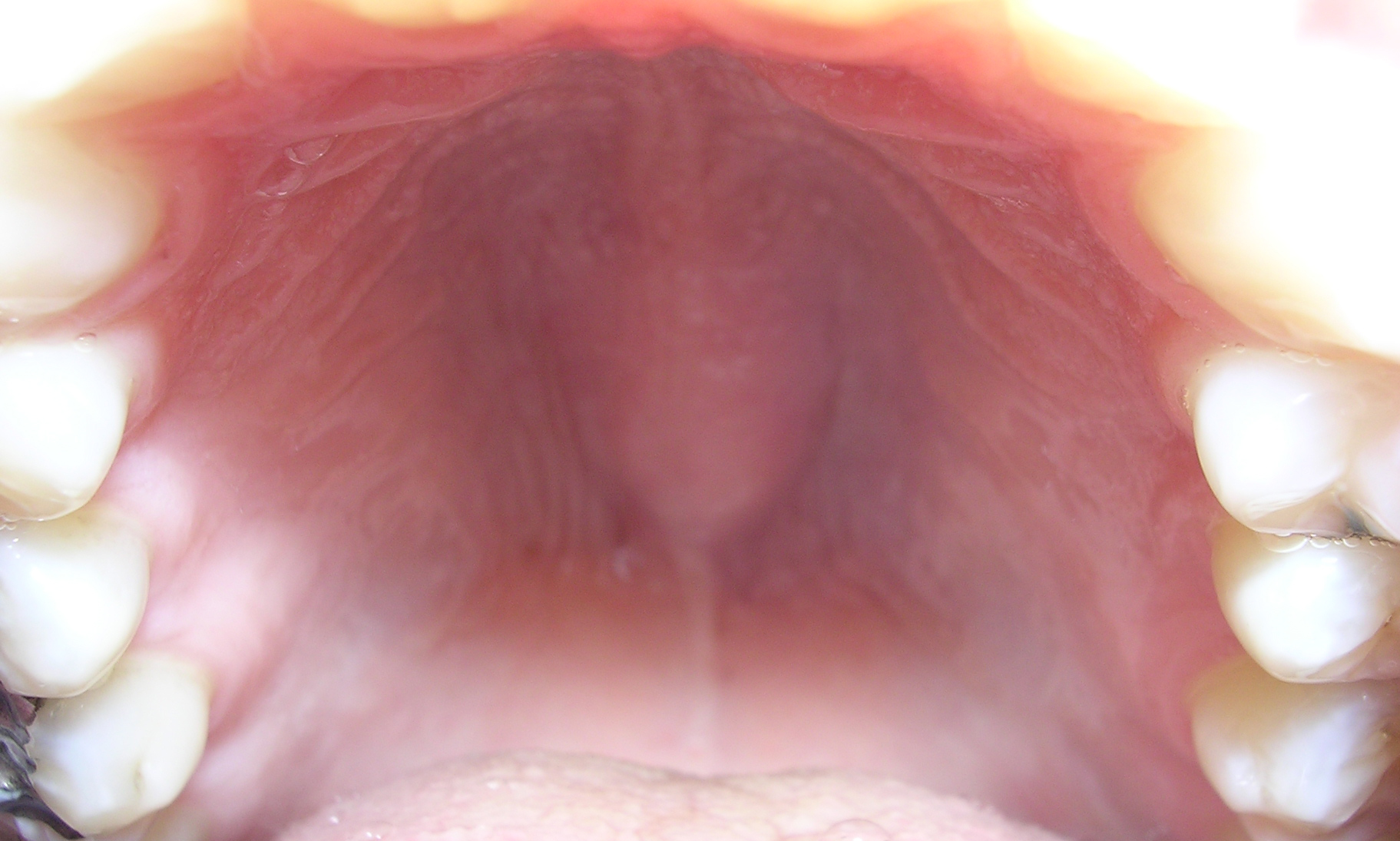
顎骨隆突的照片。

執行正顎手術的前置計劃通常需要投入一支跨專業的團隊，該團隊成員的專業需求往往因國而異；甚至即使在同一個國家，有時也會因醫院或習慣的不同而有差異。需要的專門人士可能包括齒列矯正師、顎顏手術外科醫生及言語治療的專家。
這項手術通常會造成患者臉部顯著的變化，因此偶爾也會需要運用心理測驗以評估手術對患者的需要性及預期影響。
拍攝X光片及照片都能對術前計劃產生幫助，也有一些電腦軟體可以預測出患者術後外貌的改變，這對於術前計劃及向患者及其家屬解釋這項手術都有莫大助益，而先進的電腦軟體甚至可以提供患者在術前就看到預期的術後結果。

## 步驟
正顎手術可能在同樣的步驟內對單顎或雙顎施作，先切開上顎、下顎或是雙顎的骨頭，接著再將切開後的斷骨重組至需求的位置後，就完成了整個修改。通常手術是在全身麻醉下進行的，並且會從鼻部使用氣管內插管，而非使用較常見的口部插管，這樣的好處是可以在手術中用鋼線將牙齒綁在一起。這項手術往往不用切開外表的皮膚，外科醫生通常可以從口腔內部施術。
把骨頭切開的做法稱做「切骨手術」（osteotomy），如果同時對上、下顎施行這項手術，則稱做「雙顎切骨手術」（bi-maxillary osteotomy）。傳統上切開骨頭的方法是使用特殊的電鑽、電牙鑽以及手工骨鑿。近來，一種以超音波切開骨頭的機器已經開始大量地被採用。
在手術中，顎部會被用不鏽鋼線綁起來，這項技術被稱做「顎間固定法」（inter-maxillary fixation），這是為了確保切開後的骨頭能夠精確的重組；大部分的病例中，患者在清醒之前鋼線就會被鬆開，但如果外科醫生對其固定的情形不滿意，可能會決定保持顎部被綁緊的狀態。有種相當新的改變是使用新型的骨板，與過去的病例相較，這可將術後需要用鋼線綁住顎部的狀態縮短數周的時間。雖然有的外科醫生為了確保骨頭能夠適當的癒合，還是比較偏好使用鋼線綁住顎部的方法，不過這在從事正顎手術的外科醫生中，已經是屬於少數的了。
在歷史上，某些手術步驟的執行是為了打通至顏面特定區域的通道，勒福氏截骨術（Le Forte osteotomy）第一次被施作就是為了能接近位在後鼻腔的鼻咽瘤。

## 併發症
就像其他手術一樣，正顎手術也會產生一些併發症，像是出血、腫脹、感染、噁心及嘔吐等，也有可能因為神經受損的關係，臉部會出現一些麻痺的症狀，麻痺可能是暫時性的，在極罕見的情況下，也可能造成永久性的麻痺。總之，併發症是有發生的機會，但並不常見。
假如手術是施作在上顎的部位，那麼可能會改變患者的鼻部外觀，只要有細心的手術計劃並且精確的執行該計劃，其影響可以降至最低。
有時術後也會需要進行根管治療，尤其是在對上顎執行切骨手術的時候。近年來，由於科技的進步，使得根管治療的必要性已減低，然而，這仍然是正顎手術中常發生的一種併發症。

## 術後
在正顎手術施作完畢後，患者通常被要求只能吃全流質的食物，一段時間後，才能吃軟質的食物，接下來才是硬質的食物。術後的飲食在痊癒的過程中十分重要，因為食慾的減低以及進流質飲食的關係，患者體重劇降是很常見的狀況，不過這也是可能避免的。一般來說，復原期可能從小型手術的幾周，到更複雜手術的一年不等。
在某些手術中，疼痛可能會因為神經受損及欠缺知覺而變輕；另外，醫生也會開止痛劑及預防性抗生素給患者。很多醫生會推薦患者租用一種專業的機器，透過在臉部放置的冷水循環墊來幫助消腫。在術後的頭幾周，腫脹的情況會消失，但有些可能會持續幾個月。
外科醫生在術後為了檢查癒合及感染情況，並確定骨頭沒有位移，會密集地觀察患者一段時間，其後頻率才會逐漸降低。假如外科醫生並不滿意骨頭的癒合情形，可能會建議追加手術來改善可能讓骨頭位移的狀況，所以在外科醫生對癒合的狀況感到滿意以前，避免任何的咀嚼會是非常重要的事。